# Шведські хокейні ігри

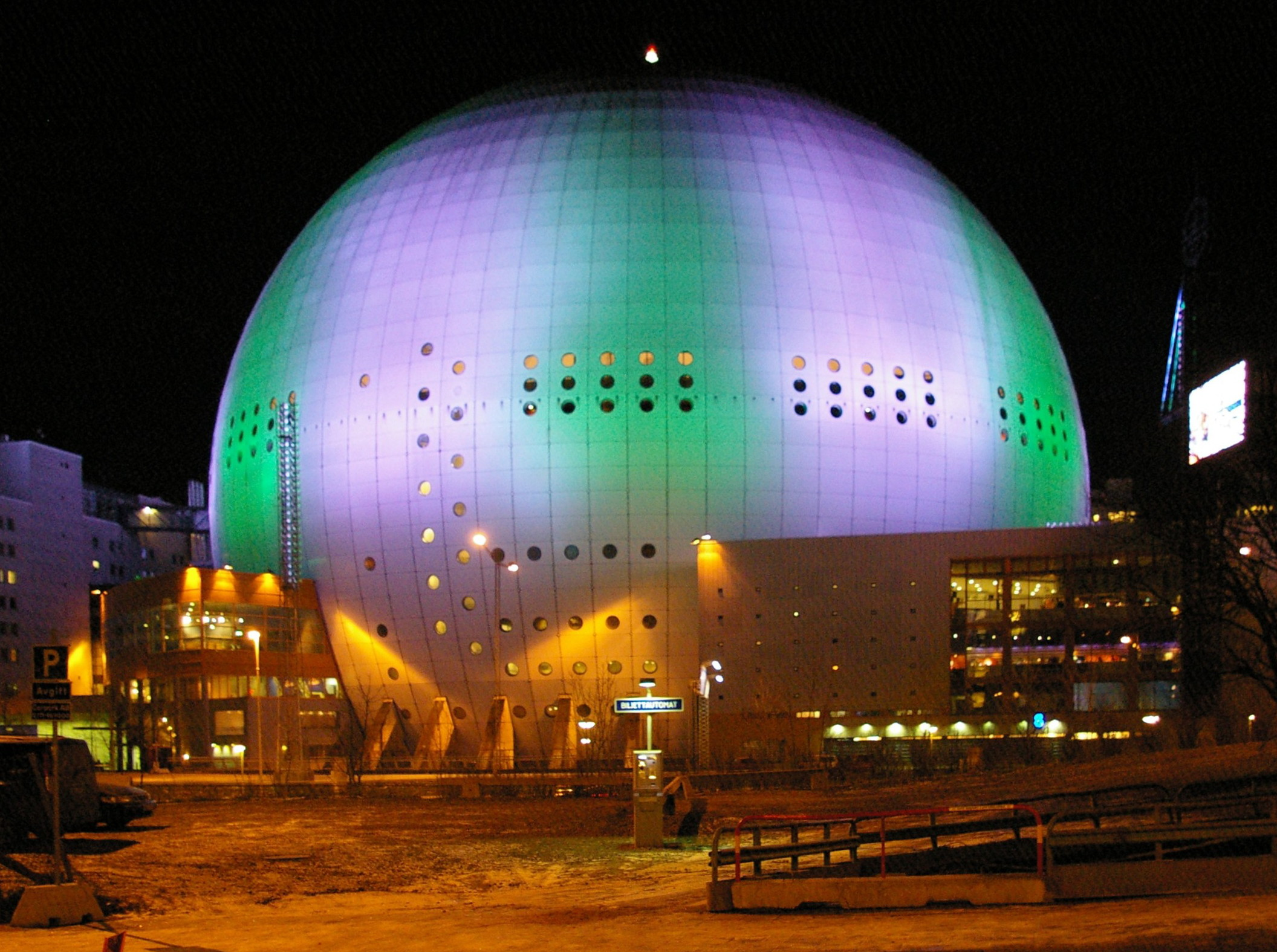
«Глобен Арена».

Хокейні ігри Oddset (швед. Oddset Hockey Games) — міжнародний хокейний турнір у Швеції. Проводиться між чотирма національними збірними: Швейцарії, Фінляндії, Чехії та Швеції. У турнірі брали участь також збірна Канади у 1992 — 2003 роках та Росії до 2021 року.
Проводиться з 1991 року. Проходить на «Глобен Арені» (Стокгольм), за винятком 2013 року (арена була задіяна у матчах чемпіонату світу), а сам турнір відбувся у місті Мальме. З 1997 року є етапом Єврохокейтуру.

## Назви турніру
- 1991—2005, з 2017 — Шведські хокейні ігри

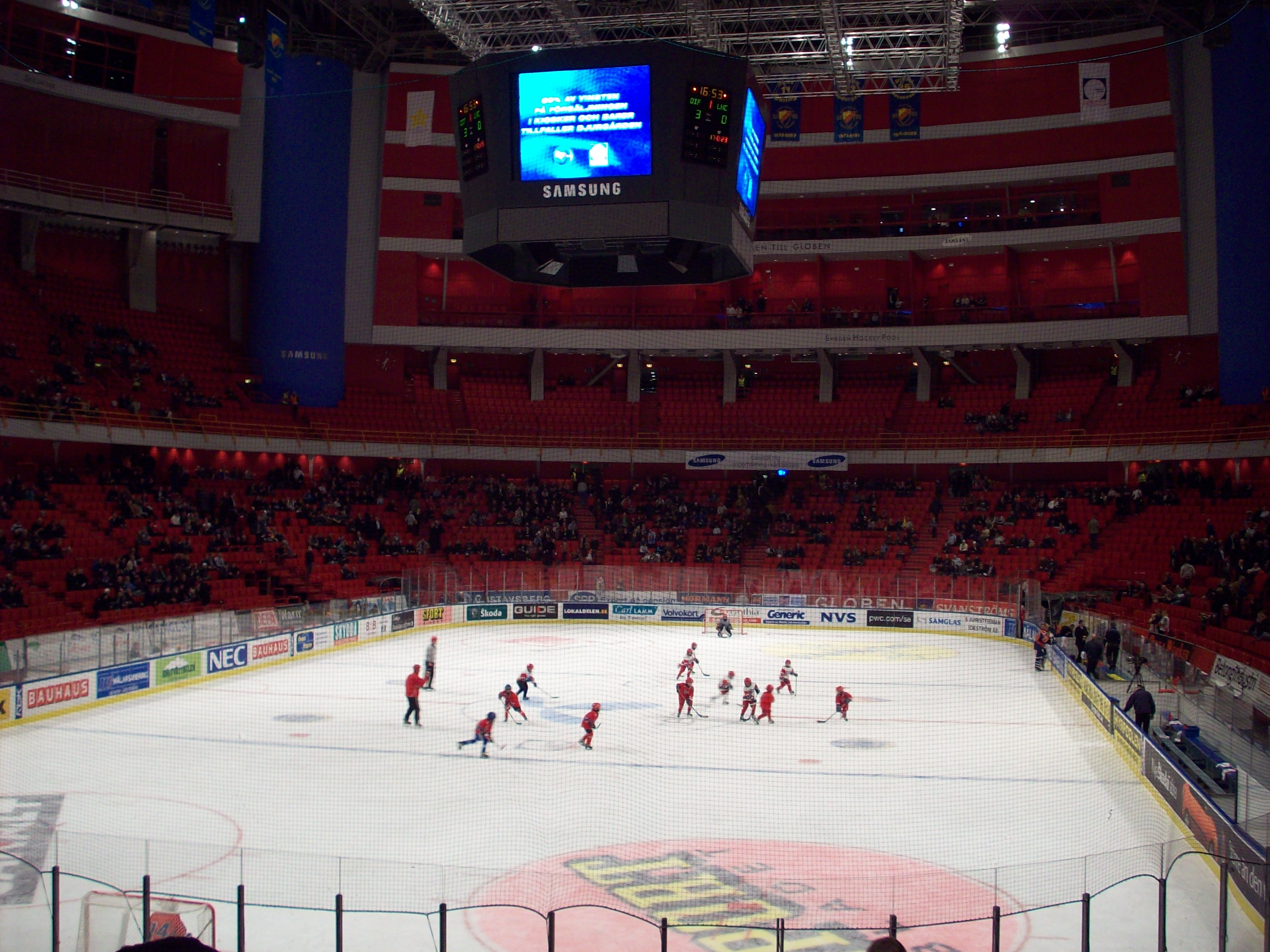
Внутрішній вигляд «Глобен Арени». Фото 2008 року.

- 2006—2011 — Хокейні ігри LG
- 2012—2014 — Хокейні ігри Oddset

## Логотипи турніру

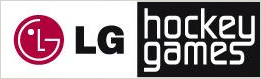

## Результати
| Рік             | Переможець     | 2 місце   | 3 місце        | 4 місце        | 5 місце |
| --------------- | -------------- | --------- | -------------- | -------------- | ------- |
| 1980            | СРСР           | Швеція    | Чехословаччина | Фінляндія      | Канада  |
| 1984            | Чехословаччина | СРСР      | Швеція         | Фінляндія      | —       |
| 1991            | СРСР           | Швеція    | Фінляндія      | Чехословаччина | —       |
| 1992            | Канада         | СНД*      | Чехословаччина | Швеція         | —       |
| 1993            | Швеція         | Чехія     | Росія          | Канада         | —       |
| 1994            | Чехія          | Швеція    | Канада         | Росія          | —       |
| 1995            | Швеція         | Росія     | Чехія          | Канада         | —       |
| 1996            | Швеція         | Чехія     | Росія          | Канада         | —       |
| 1997            | Фінляндія      | Швеція    | Росія          | Канада         | Чехія   |
| 1998            | Швеція         | Чехія     | Фінляндія      | Росія          | Канада  |
| 1999            | Фінляндія      | Швеція    | Канада         | Чехія          | Росія   |
| 2000            | Фінляндія      | Чехія     | Канада         | Росія          | Швеція  |
| (лютий) 2001    | Швеція         | Фінляндія | Канада         | Чехія          | Росія   |
| (листопад) 2001 | Швеція         | Чехія     | Фінляндія      | Росія          | Канада  |
| 2003            | Росія          | Швеція    | Канада         | Фінляндія      | Чехія   |
| 2004            | Швеція         | Чехія     | Росія          | Фінляндія      | —       |
| 2005            | Швеція         | Чехія     | Росія          | Фінляндія      | —       |
| 2006            | Росія          | Фінляндія | Швеція         | Чехія          | —       |
| 2007            | Швеція         | Росія     | Чехія          | Фінляндія      | —       |
| 2008            | Росія          | Фінляндія | Швеція         | Чехія          | —       |
| 2009            | Швеція         | Росія     | Фінляндія      | Чехія          | —       |
| 2010            | Фінляндія      | Чехія     | Росія          | Швеція         | —       |
| 2011            | Швеція         | Росія     | Фінляндія      | Чехія          | —       |
| 2012            | Швеція         | Чехія     | Росія          | Фінляндія      | —       |
| 2013            | Фінляндія      | Чехія     | Росія          | Швеція         | —       |
| 2014            | Фінляндія      | Чехія     | Швеція         | Росія          | —       |
| 2017            | Росія          | Швеція    | Чехія          | Фінляндія      | —       |
| 2018            | Фінляндія      | Швеція    | Росія          | Чехія          | —       |
| 2019            | Чехія          | Росія     | Швеція         | Фінляндія      | —       |
| 2020            | Швеція         | Чехія     | Фінляндія      | Росія          | —       |
| 2021            | Росія          | Швеція    | Фінляндія      | Чехія          | —       |
| 2022            | Чехія          | Швеція    | Швейцарія      | Фінляндія      | —       |
| 2023            | Швеція         | Фінляндія | Чехія          | Швейцарія      | —       |
| 2024            | Фінляндія      | Швеція    | Чехія          | Швейцарія      | —       |
| 2025            | Фінляндія      | Чехія     | Швейцарія      | Швеція         | —       |

* -  Збірна СНД, замінила - збірну СРСР

## Статистика (медальний залік)
| Місце | Збірна                 | Золото | Срібло | Бронза | Разом |
| ----- | ---------------------- | ------ | ------ | ------ | ----- |
| 1     | Швеція                 | 14     | 9      | 5      | 28    |
| 2     | Фінляндія              | 9      | 4      | 7      | 20    |
| 3     | СРСР / СНД / Росія     | 6      | 6      | 9      | 21    |
| 4     | Чехословаччина / Чехія | 3      | 14     | 5      | 22    |
| 5     | Канада                 | 1      | 0      | 5      | 6     |
| 6     | Швейцарія              | 0      | 0      | 2      | 2     |